# Valère Paulissen
Valère Paulissen (Nieuwerkerken, 26 de desembre de 1936) va ser un ciclista belga que fou professional entre 1959 i 1963.

## Palmarès
- 1956
  - Vencedor d'una etapa a la Volta a la província de Namur
- 1957
  - Vencedor d'una etapa a la Volta a Bèlgica amateur
- 1958
  - Vencedor d'una etapa a la Volta a Limburg amateur
- 1959
  - 1r a la Volta a Limburg